# Marlowe, il poliziotto privato
Marlowe, il poliziotto privato (Farewell, My Lovely) è un film del 1975 diretto da Dick Richards.
È il terzo adattamento cinematografico del romanzo Addio, mia amata di Raymond Chandler, dopo The Falcon Takes Over (1942) e L'ombra del passato (1945).

## Trama
Il detective Philip Marlowe indaga sulla scomparsa della donna di un energumeno e l'assassinio di un uomo, vittima di un ricatto. Le piste si incroceranno, e la soluzione, per Marlowe, sarà particolarmente amara.

## Sequel
Nel 1978 è uscito il sequel Marlowe indaga, tratto dal romanzo Il grande sonno, dove Robert Mitchum riprende il ruolo del protagonista.

## Riconoscimenti
- 1976 - Premio Oscar
  - Candidatura per la migliore attrice non protagonista per Sylvia Miles
- 1975 - National Board of Review of Motion Pictures
  - Migliori dieci film dell'anno